# 수잰 쇼
수잰 쇼(Suzanne Shaw, 1981년 9월 29일 ~ )는 잉글랜드의 배우, 가수, 댄서이다. 그녀는 과거 영국의 팝 그룹 히어 세이의 멤버였다.